# Noël Étienne Henry
Noël Étienne Henry (Beauvais, 26 de noviembre de 1769 - París, 30 de julio de 1832) fue un farmacéutico y químico francés que dirigió la farmacia central de los hospitales de París desde 1803 hasta su muerte. Investigó las propiedades de ciertas plantas .

## Vida
Henry era hijo de un comerciante modesto que, después de acabar su educación primaria a la escuela local, fue galardonado con una beca del gobierno para estudiar en París. En 1793, entró al Collège de Navarre, uno de los colegios de la Universidad de París, donde realizó sus estudios de secundaria. Seguidamente inició los estudios de medicina, a la Hôtel-Decís, el hospital más antiguo de la ciudad de París, al mismo tiempo que seguía todos los cursos de química e historia natural que se impartían al Museo Nacional de Historia Natural de Francia y al Colegio de Farmacia. 

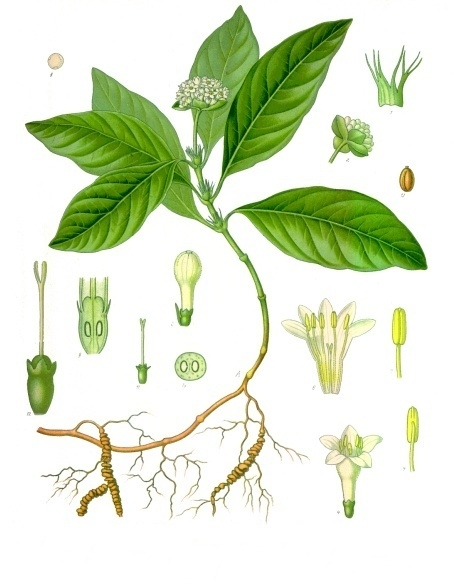
Ipecacuana, de Franz Eugen Köhler, Köhler's Medizinal-Pflanzen.

En 1794, fue admitido miembro del Colegio de Farmacia y en 1797, fue nombrado subdirector de la Pharmacie Centrale des Hospitales de Paris, dirigida en aquel momento por Jean François Demachy. En 1803, después de la muerte de Demachy, fue ascendido a director de la institución, sirviendo en esta posición hasta su muerte en 1832. Durante su mandato se reunió una colección muy rica de muestras en las áreas de botánica, zoología y mineralogía, dedicadas a la enseñanza. 
En 1804 fue nombrado profesor adjunto de química a la École de Pharmacie, creada un año antes, cargo que mantuvo hasta 1826. Fue uno de los nuevo farmacéuticos nombrados miembros de pleno derecho del Académie Royale de Médecine, cuando Luis XVIII autorizó su reapertura en noviembre de 1820. También fue miembro de la Société Philanthropique de Paris y secretario de la Commission des Remèdes Secretos, serving as one of the editores of the Codex Medicamentarius. Murió durante una epidemia de cólera.
El primer artículo de Henry lo dedicó al estudio de las propiedades emáticas de la corteza de la ipecacuana gris (Carapichea ipecacuana) y el análisis de su raíz. En 1814 publicó una larga memoria donde comparaba las propiedades de tres variedades comerciales de ruibarbo, procedente de la China, Moscú y Francia. Estudió las características de la raíz seca de genciana (Gentiana lutea), una planta que crece en los Alpes, Tirol y los Pirineos, y la preparación  de varios extractos. En 1819 publicó un artículo donde describe los experimentos que había hecho para encontrar si las dos cortezas conocidos bajo los nombres Caño amanecer y Caño winterana eran significativamente diferentes. En 1823, Henry informó de un análisis cualitativo de la corteza del paratodo, una planta que crece en el Brasil (muy probablemente, Gomphrena officinalis).
Henry también investigó la preparación de acetato de etilo y éter etílico, yoduros y iodats y medicamentos basados en ellos, estricnina, las propiedades del castaño de India común (Aesculus hippocastanum), la extracción del óleo de ricí (Ricinus communis), del óleo de los huevos, y en las entonces de camelina sativa (Myagrum sativum); la composición del óleo de palma y nuevo moscada; y la acción del sulfato de quinina en el color de los vinos.